# كأس بلغاريا 1967–68
كأس بلغاريا 1967–68 (بالبلغارية: Купа на Съветската армия 1967/68)‏ هو موسم من كأس بلغاريا. أشرف على تنظيمه اتحاد بلغاريا لكرة القدم، وفاز فيه سبارتك صوفيا.